# Poecilopeplus corallifer
Poecilopeplus corallifer là một loài bọ cánh cứng trong họ Cerambycidae.